# Seberang Tembilahan
Seberang Tembilahan is een bestuurslaag in het regentschap Indragiri Hilir van de provincie Riau, Indonesië. Seberang Tembilahan telt 7456 inwoners (volkstelling 2010).